# ミシェル・アドポ
ミシェル・エンダリ・アドポ（Michel Ndary Adopo、2000年7月19日 - ）は、フランス・ヴィルヌーヴ＝サン＝ジョルジュ出身のサッカー選手。セリエA・アタランタBC所属。ポジションはMF。

## クラブ経歴
2017年にトリノFCの下部組織へ入団し、2020年1月5日、セリエAのASローマ戦にてトップチームデビューを果たした 。
2021年1月19日、1シーズン半の間セリエCに所属していたUSヴィテルベーゼ1908へレンタル移籍することが決定した。
2023年7月10日、アタランタBCへ移籍し、4年契約を結んだ。